# Marianne Groat
Marianne Groat (5 juni 1965) is een tennisspeelster uit Canada.
Ze werd tussen 1977 en 2000 acht maal Canadees kampioen tennis.
Op de Olympische Zomerspelen in Los Angeles in 1984 nam zij deel aan het vrouwenenkelspel. Dat jaar speelde ze ook twee partijen voor Canada op de Fed Cup
In 1985 speelde ze op Wimbledon haar eerste grandslam.